# Endotriada
Endotriada es un género de foraminífero bentónico de la familia Endotriadidae, de la superfamilia Endothyroidea, del suborden Fusulinina y del orden Fusulinida. Su especie tipo es Endotriada tyrrhenica. Su rango cronoestratigráfico abarca desde el Anisiense hasta el Ladiniense (Triásico medio).

## Discusión
Clasificaciones más recientes incluyen Endotriada en el suborden Endothyrina, del orden Endothyrida, de la subclase Fusulinana de la clase Fusulinata.

## Clasificación
Endotriada incluye a las siguientes especies:
- Endotriada austrotriadica †
- Endotriada brassica †
- Endotriada elegans †
- Endotriada gruenbachensis †
- Endotriada tyrrhenica †